# Acholeplasma palmae
Acholeplasma palmae è una specie di batterio appartenente alla famiglia delle Acholeplasmataceae.